# جي إيزي
جيرالد إيرل جليوم (Gerald Earl Gillum)  يعرف أكثر باسم شهرته «جي_إيزي (G-Eazy)» هو مغني راب ومنتج موسيقي أمريكي من أوكلاند كاليفورنيا (بالإنجليزية: Oakland,California)‏ ولد في 24 مايو 1989 .أطلق أول ألبوم له في يوليو 2014 تحت عنوان «هذه الأشياء تحدث» (بالإنجليزية: these things happen)‏ ونال في امجمل ردود فعل إيجابية من النقاد وإحتل المركز الثالث في ترتيب الألبومات الأمريكية بيلبورد 200 .في أواخر سنة 2015 أطلق ثاني ألبوماته تحت اسم (بالإنجليزية: when it'sdark out)‏ أهم ماجاء في الألبوم أغنية «أناو نفسي وأنا» (بالإنجليزية: me, myself & I)‏ مع المغنية بيبي ريكسا ودخلت الأغنية إلي المراتب العشرة الأولي في ترتيب الولايات المتحدة بيلبورد هوت 100 .ألبومه الثالث الجميل والملعون (بالإنجليزية The Beautiful and Damned) تم أصداره في الخامس عشر من شهر ديسمبر عام 2017 واحتل المرتبة الثالثة بمبيعات تجاوزت 122ألف وحدة في اسبوعه الأول في أمريكا.السنيجل الرسمي الأول «لا حدود»(No Limit) بالتعاون مع أيساب روكي وكاردي بي أحتل المرتبة الرابعة في قائمة ببلبورد توب 100.السينجل الثاني «هو وأنا» (Him and I)
أحتل المرتبة الخامسة عشر في قائمة ببلبورد توب 100.

## روابط خارجية
- جي إيزي على موقع ميوزك برينز (الإنجليزية)
- جي إيزي على موقع رولينغ ستون (الإنجليزية)
- جي إيزي على موقع أول ميوزيك (الإنجليزية)
- جي إيزي على موقع ديسكوغز (الإنجليزية)